# Peucedanum autumnale
Peucedanum autumnale är en flockblommig växtart som först beskrevs av Thiébaut, och fick sitt nu gällande namn av Luciano Bernardi. Peucedanum autumnale ingår i släktet siljor, och familjen flockblommiga växter. Inga underarter finns listade i Catalogue of Life.